# Persecución de los musulmanes otomanos
La persecución de los musulmanes otomanos se refiere a la persecución, la masacre, o la limpieza étnica de los musulmanes otomanos, especialmente turcos, por grupos étnicos no musulmanes durante la disolución del Imperio Otomano. Afectó a varios millones de personas.

## Antecedentes

### Asentamiento turco e islamización
Los musulmanes turcos se establecieron en los Balcanes durante el Imperio Otomano. Algunos de ellos eran Yörük, nómadas que rápidamente se convirtieron en sedentarios y se establecieron en núcleos urbanos, en casi todas las ciudades, principalmente en los Balcanes orientales. Las principales áreas de asentamiento fueron: Ludogorie, Dobrudzha, la llanura de Tracia, las montañas y las llanuras del norte de Grecia y Macedonia Oriental alrededor del río Vardar. Algunos de los nativos se convirtieron al islam y la región fue asimilando las costumbres turcas.
Entre los siglos XV y XVII, un gran número de pueblos balcánicos nativos fueron notablemente islamizados, destacando de entre ellos Bosnia, Albania, Creta y las montañas Rodopi.

### Guerra Larga
La Gran Guerra turca que termina en 1699 fue la primera vez que los otomanos perdieron grandes extensiones a favor de los cristianos. Los otomanos perdieron la mayor parte de Hungría, Podolia y la Morea. Las minorías musulmanas fueron asesinadas, esclavizadas o expulsadas. No obstante, los otomanos recuperaron la Morea en 1715 y los musulmanes se convirtieron de nuevo la población dominante.

## Expansión rusa

### Kanato de Crimea
Pueblos nómadas de habla turca, más tarde conocidos como tártaros, habían habitado las estepas del sur de Ucrania desde la Edad Media. La mayoría de ellos se convirtieron al islam después del siglo XIII. El kanato de Crimea fue creado a finales del siglo XV, tras la disolución de la Horda de Oro. Los tártaros conquistaron norte de Crimea, mientras que los otomanos se apoderaron del sur. Este kanato tuvo un largo historial bélico con sus vecinos cristianos de Rusia y Polonia. En el siglo XVIII, los rusos extendieron su imperio durante la guerra contra los otomanos y los tártaros de Crimea. Finalmente,  Crimea fue anexionada al Imperio Ruso en 1783. La posterior represión ejercida por los rusos, dio lugar a un éxodo de los tártaros de Crimea que duraría hasta el siglo XIX. Entre 100.000 y 150.000 personas se exiliaron en el Imperio Otomano.

### Cáucaso
Los pueblos del Cáucaso habían sido prácticamente independiente de las potencias extranjeras durante su existencia. El este fue islamizada bastante temprano, mientras que en el oeste los circasianos se convirtieron en el siglo XVIII. La invasión de Rusia en estos pueblos de la tierra comenzó en el siglo XVI primero con el ajuste de cosacos en las tierras bajas. Un conflicto de baja intensidad se llevó a cabo durante los próximos siglos. En el siglo XIX Rusia deseó una anexión más intensa y esto dio lugar a la expansión del conflicto. Varios años de resistencia dramática fue ofrecido por los indígenas que se encontraban en el extremo abrumado por los ejércitos rusos. Guerra del Cáucaso resultó en una enorme pérdida de vidas, destrucción de bienes y la mayor parte de la circasianos fueron expulsados del Imperio Otomano. Muchos de ellos murieron durante el proceso o lugar de llegada. Los sobrevivientes se dispersaron alrededor de Anatolia. Un número más pequeño de los caucásicos orientales emigraron también. Después de la guerra de Crimea la mayoría de los abjasios dejó su tierra natal después de ponerse del lado de un ejército de invasión otomano.
Durante la conquista rusa del Cáucaso y el Genocidio circasiano una serie de pueblos turcos llamada Karapapaks  abandonaron sus tierras y se establecieron en el Imperio Otomano.

## Levantamientos nacionalistas

### Revuelta serbia
En 1804, una de las principales revueltas serbias estalló en el área de Belgrado, acompañada por los ataques a los musulmanes locales. Tiempo después, los insurgentes tomaron Belgrado, en 1806, donde tuvo lugar una masacre, y algunas otras ciudades. Finalmente, Serbia se convirtió en un Principado y la mayoría de los musulmanes fueron asesinados o expulsados. En Belgrado y en el resto de Serbia permaneció una escasa población musulmana que finalmente fue también expulsada en 1867.

### Revolución griega
En 1821, una importante revuelta griega estalló en el sur de Grecia. Los griegos se hicieron con el control de la mayor parte del territorio rural, mientras que los musulmanes huyeron a las ciudades y castillos fortificados. Cada una de ellas fue sitiada y poco a poco, a través de la inanición o la rendición, pasaron a manos de los griegos. La mayoría de los musulmanes fueron masacrados a continuación. Finalmente, Grecia consiguió su independencia. La mayoría de los musulmanes en su territorio habían sido asesinados o expulsados durante el conflicto.
Una rebelión estalló también en Creta, pero la isla se mantuvo otomana. En el curso del siglo XIX estallaron más revueltas y los musulmanes disminuyeron drásticamente como resultado de las masacres o la emigración forzada. Entre 1898 y la anexión de la isla a Grecia en 1913 se creó el Estado de Creta. Los últimos musulmanes cretenses fueron enviados a Turquía por el intercambio de población después del fin del Imperio Otomano.

### Levantamiento búlgaro
La sublevación en Bulgaria contra los musulmanes locales tuvo lugar en 1876; pero en poco tiempo los otomanos reprimieron violentamente la revuelta.

## Guerra ruso-turca

### Balcanes
El levantamiento búlgaro de 1876 da lugar a una guerra entre Rusia y los otomanos. Rusia invadió los Balcanes otomanos a través de Dobrudzha y el norte de Bulgaria atacando a la población musulmana. En esta guerra los otomanos fueron derrotados y en el proceso una gran parte de la turcos de Bulgaria huyeron a Anatolia y Constantinopla. Fue un invierno frío y mediante masacres y enfermedades una gran parte de ellos murió. Algunos de ellos regresaron después de la guerra. Los turcos búlgaros se asentaron principalmente en torno a la Mar de Mármara. Algunos de ellos habían sido ricos y jugaron un papel importante en la élite otomana en años posteriores.
Durante esta guerra Serbia declaró la guerra a los otomanos, después de la paz que ganó el área alrededor de Niš. Los musulmanes locales emigraron principalmente a Kosovo
En 1875 un conflicto entre musulmanes y cristianos estalló en Bosnia. En 1878 Bosnia fue ocupada por el Imperio Austrohúngaro y después de alguna resistencia musulmana anexada el 6 de octubre de 1908 (además los austriacos ocuparon el Sanjacado de Novi Pazar hasta 1908). Un gran número de musulmanes emigraron a las zonas bajo control otomano, a los Balcanes y Anatolia.

### Cáucaso
La guerra continuó en el este y después de la paz de 1878 la zona de Kars y Batumi fue cedida a Rusia. Esto dio lugar a un gran número de musulmanes de emigrar y establecerse en tierras otomanas.

## Guerra de los Balcanes
En 1912, Serbia, Grecia, Bulgaria y Montenegro declararon la guerra a los otomanos. Los otomanos perdieron rápidamente territorio. Los ejércitos invasores y los insurgentes cristianos cometieron una amplia gama de atrocidades sobre la población musulmana en Kosovo y Albania. La mayoría de las víctimas fueron albaneses, mientras que en otras áreas la mayoría de las víctimas fueron turcos y pomacos. Un gran número de pomacos en la montaña Rodopi fueron convertidos por la fuerza a Ortodoxia, pero más tarde permitió la reconversión, la mayoría de ellos lo hicieron Durante esta guerra una gran parte de los turcos y pomacos huyeron de sus aldeas y se convirtieron en refugiados. Salónica y Adrianópolis se llenaron de ellos. Por mar y tierra en su mayoría se establecieron en la Tracia otomana y Anatolia.

## Primera Guerra Mundial y la Guerra de Independencia Turca

### Guerra turco-armenia
Durante la Campaña del Cáucaso se produjo la invasión rusa a tierras otomanas. Muchas atrocidades se llevaron a cabo contra los turcos locales y kurdos por el ejército ruso y los voluntarios armenios. Algunos de ellos afirmaron que estaban vengando la deportación y masacres sobre el pueblo armenio realizada por los otomanos. Durante la revuelta Armenia en el sitio de Van la mayoría de los musulmanes fueron asesinados y otros huyeron. La ocupación rusa duró hasta finales de 1917, cuando los armenios tomaron el control. A partir de entonces, la persecución contra los musulmanes aumentó. Cuando avanzó el ejército otomano sobre los armenios en retirada, cometieron atrocidades a gran escala durante su retirada en lugares como Erzincan y Erzurum. Se cometieron también atrocidades contra los musulmanes de Armenia; algunos de ellos huyeron hacia el oeste.

### Guerra franco-turca
Después de la Primera Guerra Mundial, Cilicia fue ocupada por el ejército del Reino Unido; que más tarde fueron sustituidos por el de Francia. Los franceses formaron una Legión Armenia Francesa que persiguió a los musulmanes locales. Finalmente los turcos respondieron con la resistencia contra la ocupación francesa, presentando batalla en Marash (Kahramanmaraş), Aintab y Urfa. La mayoría de estas ciudades fueron destruidas durante el combate, con gran sufrimiento para la población civil. Los franceses abandonaron la zona junto con los armenios a primeros de 1922, abandonando el día 7 de enero la ciudad de Osmaniye.

### Guerra greco-turca
Grecia invadió Anatolia occidental después de la Primera Guerra Mundial, donde se produjo el Genocidio griego por parte otomana. La resistencia turca local fue respondida por el terror a los musulmanes locales. Los homicidios, las violaciones y la quema del pueblo eran un patrón estándar de la ocupación griega. Los griegos avanzaron hasta llegar a Anatolia Central. Después de la Gran ataque turco en 1922 el ejército griego en retirada comprometido su mayor campaña de destrucción. Durante sus ciudades y pueblos de retiro fueron quemados junto con las masacres y violación. Durante esta guerra la mayor parte de Anatolia occidental fue destruida, las grandes ciudades como Salihli y otros, junto con cientos de aldeas fueron quemadas Manisa. La paz se tradujo en un mutuo intercambio de población entre Grecia y Turquía con casi todos los musulmanes de Grecia enviados a Turquía y los griegos turcos a Grecia.

## El total de bajas
El número de muertos y de refugiados totales durante estos siglos se estiman en varios millones.

## Conmemoración
Existe una literatura en Turquía frente a estos acontecimientos, pero fuera de Turquía los eventos son en gran parte desconocidos para el público mundial.

### Memoriales
Hay un monumento en Igdir recordando a las víctimas de los musulmanes de la Primera Guerra Mundial.

### Representación en la cultura
Algunas pinturas, canciones y documentales se han hecho.

## Galería

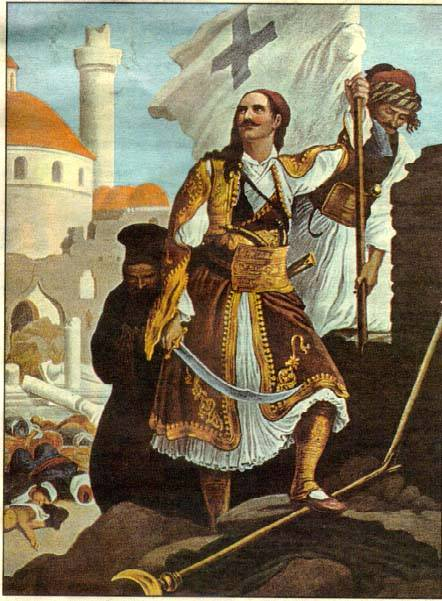
Tras la caída del Tripolitsa  en 1821 a miles de musulmanes fueron asesinados por los rebeldes griegos.

- Datos: Q94515743